# Quinton (instrument)
Pour les articles homonymes, voir Quinton.
Le quinton est un instrument de musique à cordes frottées essentiellement utilisé durant la période baroque et appartenant à la famille des violes. Il possède cinq cordes accordées, de la plus grave à la plus aiguë, en deux quintes et deux quartes : sol, ré, la, ré, sol. Son manche est parfois muni de frettes, entretenant une confusion quant à sa famille d'appartenance, viole ou violon/alto. Sa période d'utilisation est particulièrement brève dans le cours du XVIIIe siècle et limitée à une zone géographique relativement peu étendue (principalement en France, occasionnellement en Allemagne). Il se joue posé sur les genoux, à l'image des instruments appartenant à la famille des violes, bien qu'un jeu sur l'épaule soit théoriquement possible.
La raison d'être de cet instrument était liée au goût musical dans la France du XVIIIe siècle : les joueurs de viole d'alors souhaitaient disposer d'un instrument capable de rivaliser avec le violon tant en termes de registre que de puissance sonore. Le quinton constitue en quelque sorte une synthèse entre le pardessus de viole et le violon dans le contexte de la querelle des bouffons.
Il demeure plusieurs instruments d'origine dans des musées ou des collections privées, toujours joués de nos jours. Des copies contemporaines ont également été réalisées par des luthiers à destination de musiciens spécialisés dans la pratique de la musique ancienne et de l'interprétation historiquement informée

## Caractéristiques organologiques

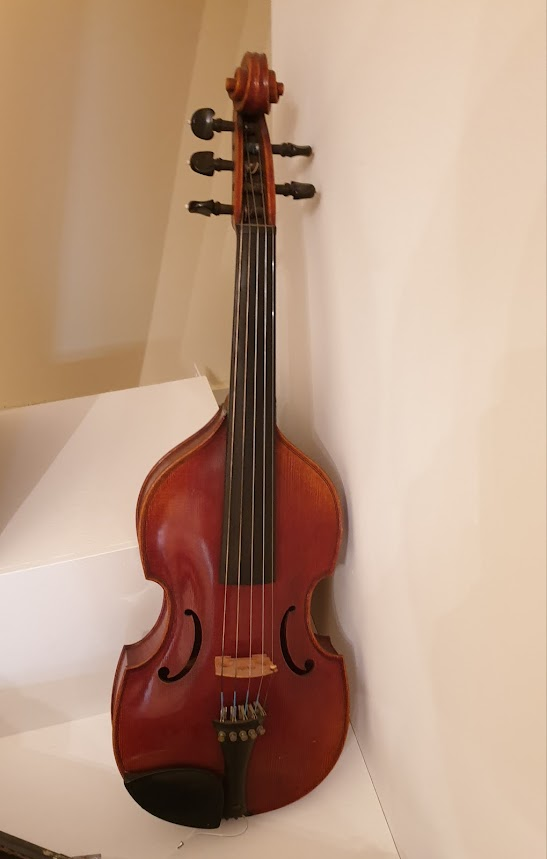
Quinton en do, sol, re, la, mi ; à taille d'alto.

On rencontre aussi des altos munis d'une cinquième corde de mi (accord en quinte do-sol-ré-la-mi), dont la structure a été renforcée pour soutenir les efforts dus aux 5 cordes, et qui permettent sur un seul instrument de jouer à la fois le registre de l'alto et celui du violon, et donc les deux répertoires.
Il s'agit généralement d'instruments particuliers commandés à un luthier par un altiste et/ou violoniste.